# Die Grundschulzeitschrift

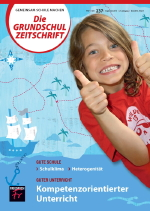
Die Grundschulzeitschrift

Die Grundschulzeitschrift ist eine seit 1987 erscheinende Fachzeitschrift für alle Fächer und Inhalte im Grundschulbereich. Sie erscheint siebenmal im Jahr.

## Konzept
Die Grundschulzeitschrift gliedert sich in zwei Teile: Gute Schule – das sind Themen, die über den Unterrichtsalltag hinausgehen, z. B. Lehrergesundheit, Heterogenität, Inklusion, Schulinspektion sowie neues aus der Bildungspolitik; der zweite Teil heißt Guter Unterricht und behandelt Lehrmethoden, Unterrichtsformen und Materialien für die verschiedenen Fächer jeweils zu einem Schwerpunktthema. Die Zeitschrift erscheint siebenmal im Jahr (eine Doppelausgabe im Sommer); im Frühjahr und Herbst liegt jeweils ein Material an für Lehrkräfte zur Fortbildung oder direkt für Kinder. Stand die Zeitschrift ursprünglich alleine im Verlagsangebot für die Primarstufe, so wurde sie nach und nach durch Fachzeitschriften für die einzelnen Lernbereiche und Fächer der Grundschule ergänzt (bspw. Grundschule Deutsch).

## Die Herausgeber
Die Grundschulzeitschrift erscheint im Friedrich Verlag. Begründet wurde sie von Eberhard Friedrich, konzipiert vom ersten Mitherausgeberteam Gertrud Beck, Ariane Garlichs, Johannes Eucker, Michael Herbart, Richard Meier, Wulf Wallrabenstein und Ute Warm.
Nach einer Neukonzipierung und Strukturveränderung 2008 kam auch ein neues Herausgeberteam. Es besteht heute aus:
- Karin Babbe (Schulleiterin an der Erika-Mann-Grundschule in Berlin),
- Andreas Feindt (Wissenschaftlicher Mitarbeiter des Comenius-Instituts in Münster),
- Jan von der Gathen (Kultusministerium Nordrhein-Westfalen, Referat Grundschule),
- Diemut Kucharz (Professorin für Grundschulpädagogik und Direktorin des Zentrums für Elementar- und Primarbildung an der PH Weingarten),
- Elisabeth Rathgeb-Schnierer (Professorin für Mathematik und Leiterin der Beratungsstelle für Kinder mit Lernschwierigkeiten in Mathematik an der PH Weingarten)
- Gudrun Schönknecht (Professorin für Grundschulpädagogik an der PH Freiburg und Referentin für Lehrkräftebildung und Vorsitzende der Landesgruppe Bayern im Grundschulverband e.V).